# Stenonaster
Stenonaster is een geslacht van uitgestorven zee-egels, en het typegeslacht van de familie Stenonasteridae.

## Soorten
- Stenonaster douvillei Lambert, 1928 †